# Наварх
Наварх (дав.-гр. ναύαρχος, «головуючий над кораблями») — командувач флотом у Давній Греції, переважно в Спарті, ранг, еквівалентний сучасному адміралу.

## Елліністичний світ
Цю посаду і звання було запроваджено в тих грецьких полісах, які не мали підвідомчого загальному командуванню військового флоту, як це відбувалось в Афінах, а флот був самостійною одиницею під час війни. В Афінах командувач сухопутного війська, як і флоту, мав звання стратега. Такі командні структури відображали той факт, що флоти діяли в тісному зв'язку з сухопутними силами. Звання і посада наварха з'явилися від часу Пелопоннеської війни, коли флоти почали діяти більш самостійно. Таке військово-морське термінування спочатку використовували в містах, де бракувало встановленої військово-морської традиції. Спарта була найбільшим містом-державою, яке використало це звання, але згодом це було прийнято флотами інших держав елліністичної епохи, такими як Македонія, Сиракузи, Елліністичний Єгипет, Держава Селевкідів, Ахейський союз і Родос. У Спарті й багатьох інших містах-державах наварх міг обіймати свою посаду лише один рік. Така ситуація змушувала, зокрема, спартанців вдаватися до складних юридичних дій, коли вони захотіли утримати й надалі свого видатного наварха Лісандра на більший строк. Навархи деспотичних чи монархічних держав, однак, могли служити роки поспіль. На Спарті ця посада позиція, на відміну від більшості інших, була доступна чоловікам не спартіатів, як це відбулось у випадку Лісандра, який був мофаксом.
Термін «наварх» також використовувався римським військово-морським флотом для іменування своїх командирів. У Візантії іноді використовували цей термін для означення капітанів кораблів. Для означення командувачів флотом там використовували термін друнгарій, який також був чинним і в інших родах військ Візантійської імперії. 

Прапори грецьких навархів.

## У сучасній Греції
У сучасному грецькому флоті наварх є найвищим рангом, еквівалентом адмірала. Більшість вищих грецьких чинів носять назви, похідні від наварха — антинаварх є еквівалентом віце-адмірала і унонаварх еквівалентний контр-адміралу. Ті самі звання також використовуються грецькою береговою охороною. Звання повного наварха присвоюється лише тому вищому військово-морському офіцеру, який обіймає посаду начальника Генерального штабу національної оборони, і начальникам Генерального штабу грецького військово-морського флоту по виходу у відставку. Під час існування грецької монархії був ще п'ятизірковий ранг архінаварха, еквівалентний адміралу флоту, і його присвоювали лише пануючим монархам (Георг II, Павло I, Костянтин II).